# M71

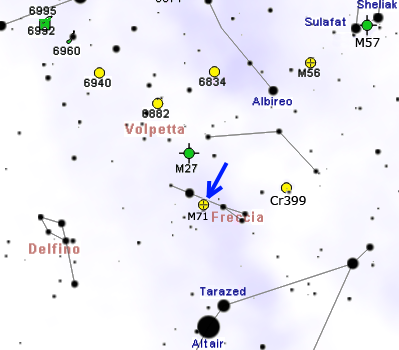
標示出M71位置的星圖。

M71（也稱為梅西耶71或NGC 6838）是一個位於北天小星座天箭座的球狀星團。它是由Philippe Loys de Chéseaux於1745年發現的，並於1780年被查爾斯·梅西耶收錄其非彗星天體目錄中。1775年左右，在德國德勒斯登的天文學家凱勒也注意到了這個天體。
這個星團距離地球大約12,000光年，跨度為27光年（8秒差距）。不規則變星天箭座Z是它的成員之一。
幾十年來（直到20世紀70年代），M71被認為是一個密集的疏散星團。主要原因是，它缺乏密集的中心壓縮，並且其恆星比古老的球狀星團通常具有更高的"金屬量"；此外，它缺少在大多數球狀星體中常見的"星團變星"，天琴座RR變星，因此被早期研究星團的天文學家歸類為疏散星團。然而，現代光度學的光度測定在赫羅圖（溫度與光度圖）中檢測到一個短短的"水平分支"：這是球狀星團的特徵。分支的短小解釋了它缺少天琴座RR型變星的原因，是由於年齡在90-100億年間，還是個相對年輕的球狀星團。這可以解釋為何其缺乏許多或只有後期系列的恆星（第一星族星）。因此，現在的M71就像在長蛇座的M68一樣，被認定為一個集中度非常鬆散的球狀星團。M71的質量約為53,000 M☉，光度約為19,000L☉。

## 外部連結
- WikiSky上关于M71的内容：DSS2, SDSS, GALEX, IRAS, 氢α, X射线, 天文照片, 天图, 文章和图片
- Messier71 @ SEDS Messier pages （页面存档备份，存于）
- Messier 71, Galactic Globular Clusters Database page （页面存档备份，存于）
- Messier 71, LRGB CCD image based on two hours total exposure （页面存档备份，存于）
- Messier 71: an Unusual Globular Cluster （页面存档备份，存于）, ESA\Hubble picture of the week.
- McCormac, James; Szymanek, Nik. . Deep Sky Videos. Brady Haran.   [2022-07-06]. （原始内容存档于2022-07-11）.